# Lebrón (apellido)
Lebrón es un apellido originario de España, donde es más frecuente en la Comunidad Autónoma de Andalucía. Es un aumentativo de liebre, animales muy comunes en España. Lebrón se traduce a veces a un nombre de pila inglés como Lebron o LeBron, aunque estas formas también pueden derivarse de los apellidos franceses Lebrun o Le Brun. 